# Ren Yagami
Ren Yagami (八神 蓮 Yagami Ren?,  Okazaki, Prefectura de Aichi, 14 de diciembre de 1985) es un actor japonés, afiliado a Ruby Parade. Yagami fue también miembro de la unidad actoral PureBoys.

## Biografía
Yagami nació el 14 de diciembre de 1985 en la ciudad de Okazaki, prefectura de Aichi. Estudió arquitectura en la universidad, pero abandonó sus estudios tras mudarse a Tokio con un amigo y unirse a una agencia de talentos. Debutó como actor en 2006 interpretando el personaje de Seiichi Yukimura en el musical de The Prince of Tennis.
En junio de 2007, Yagami se convirtió en miembro de PureBoys, una unidad actoral y grupo de pop. Fue uno de los miembros principales del grupo hasta la disolución de este el 27 de octubre de 2012. En 2008, interpretó el papel de Jack en la película Triple Complex y su secuela, Triple Complex Returns, siendo este su rol cinematográfico debut. Ese mismo año, obtuvo su primer papel en una serie de televisión, Tokyo Ghost Trip, en la que actuó junto a Juri Aikawa, Renn Kiriyama, Yoshikazu Kotani, Yukihiro Takiguchi y Ryōma Baba.

## Filmografía

### Series de televisión
| Año  | Título                                      | Rol                 | Notas       |
| ---- | ------------------------------------------- | ------------------- | ----------- |
| 2008 | Tokyo Ghost Trip                            | Sōwa Inui           | Principal   |
| 2008 | Gokusen 3                                   | Shibayama           | Episodio 9  |
| 2008 | Shibatora                                   | Urazawa             |             |
| 2009 | Shitsuji Kissa ni Okaerinasai Mase          | Setsu Odagiri       | Principal   |
| 2009 | GodHand Teru                                | Kunihiko Nogi       |             |
| 2009 | Buzzer Beat                                 | Mikami              | Episodio 7  |
| 2009 | Koshonin: The Negotiator 2                  | Príncipe Hayato     |             |
| 2009 | Oretachi wa Tenshi da: No Angel, No Luck    |                     |             |
| 2010 | Salaryman Kintarō 2                         | Akira Kudō          |             |
| 2010 | Dōsōkai: Love Again Shōkōgun                | Shunta Takehara     |             |
| 2010 | General Rouge no Gaisen 2                   | Seiya Teshigawara   |             |
| 2010 | Gakeppuchi no Eri                           | Tetsuya Yano        |             |
| 2010 | Unubore Deka                                | Nobukazu Kobayashi  | Episodio 11 |
| 2011 | The Diplomat Kosaku Kuroda                  | Tsutomu Kashiwada   |             |
| 2011 | Akutō: Jūhanzai Sōsahan                     | Jōji Tsugami        |             |
| 2011 | Runaway: Aisuru Kimi no Tame ni             | Sei'ichirō Konishi  |             |
| 2012 | Saigo Kara Nibanme no Koi                   | Fumiya Murakami     |             |
| 2012 | Shirato Osamu no Jiken-bo                   | Yasuo Yamamura      |             |
| 2012 | Kurohyō 2: Ryū ga Gotoku Ashura Hen         | Shinji Sakamoto     |             |
| 2012 | Yonimo Kimyō na Monogatari                  | AD                  |             |
| 2012 | Higashino Keigo Mysteries                   | Masaki Kishida      | Episodio 2  |
| 2012 | Tokumei Tantei                              | Tadashi Narita      |             |
| 2013 | Bad Boys J                                  | Yūsuke Sakuragi     |             |
| 2013 | Kiyoko Ranman                               | Seitarō Shibusawa   |             |
| 2013 | Jiken Kyūmei: IMAT no Kiseki                | Jōka                |             |
| 2014 | Fukuoka Renai Hakusho                       | Takuya Yano         |             |
| 2014 | ST Aka to Shirō no Sōsa File                |                     |             |
| 2015 | Kamen Rider Drive                           | Kazuya Igarashi     |             |
| 2015 | Hotel Concierge                             | Naoki Kurata        | Episodio 7  |
| 2015 | End Credits ni Saitekina Natsu              | Aoki                |             |
| 2015 | Damashi Banashi                             | Taiki               |             |
| 2016 | Otome no Mystery Jidaigeki                  | Zenzaburō Hashimoto |             |
| 2016 | AKB Love Night: Koi Kōjō                    |                     |             |
| 2016 | Soshite, Dare mo Inaku Natta                |                     |             |
| 2017 | Shinano no Koronbo                          | Yukio Tanida        |             |
| 2017 | Yamamoto Shūgorō Jidaigeki Bushi no Tamashī | Heizaburō Nagao     |             |
| 2018 | Takane no Hana                              |                     |             |
| 2020 | Re: Follower                                | Jusui Yamaki        | Episodio 8  |

### Películas
| Año  | Título                                    | Rol               | Notas     |
| ---- | ----------------------------------------- | ----------------- | --------- |
| 2008 | Triple Complex                            | Jack              |           |
| 2008 | Triple Complex Returns                    | Jack              |           |
| 2009 | Dai 2 shashin-bu!!                        | Akira Kayama      | Principal |
| 2009 | Tsuki to Uso to Satsujin                  | Shōgo Aida        | Principal |
| 2009 | Ani to Boku no Fūfu Kenka                 | Santa Kurosu      | Principal |
| 2010 | Dakara Oretachi wa, Asa o Matteita        | Tsuyoshi Kakinoki |           |
| 2010 | Koshonin The Movie                        | Príncipe Hayato   |           |
| 2011 | Enkiri-Mura: Dead End Survival            | Kazuki Ōsaki      | Principal |
| 2012 | Halcyon Skies                             | Naoto Etō         |           |
| 2013 | Bakumatsu Kitan Shinsen 5 - Kengo Korin   | Tōdō Heisuke      |           |
| 2013 | Yoake zen Asayake-chū                     | Ryō Ishida        |           |
| 2013 | Bakumatsu Kitan Shinsen 5 Ni - Fūn Igagoe | Tōdō Heisuke      |           |
| 2015 | Bar Kamikaze: Gomakashi Doraibu           | Yūya Takeda       |           |
| 2017 | Crono Gaizer: Jikuu no Musubime           |                   |           |
| 2017 | Asura Girl - BLOOD-C Ibun Chi             | Takagi            |           |
| 2018 | Blood-Club Dolls 1                        | Sogabe            |           |
| 2020 | Blood-Club Dolls 2                        | Sogabe            |           |